# Pela Porta da Frente
Pela Porta da Frente é o sexto álbum ao vivo e o sexto álbum de vídeo da dupla sertaneja Bruno & Marrone, lançado em 10 de setembro de 2012 pela Sony Music.. 
O álbum foi gravado no dia 17 de maio de 2012, no Espaço das Américas, em São Paulo, e contou com as participações especiais do cantor Michel Teló, e das duplas Jorge & Mateus e George Henrique & Rodrigo.

## Lista de faixas
| Pela Porta da Frente – Edição em áudio |                                                             |                                                    |         |  |
| N.º                                    | Título                                                      | Compositor(es)                                     | Duração |  |
| 1.                                     | "Acorrentado em Você"                                       | Elias Muniz                                        | 3ː12    |  |
| 2.                                     | "Sem Compromisso" ("Tchatchara") (com part. de Michel Teló) | Jonathan Felix                                     | 3ː05    |  |
| 3.                                     | "Vidro Fumê"                                                | Carlos Colla / Kaliman Chiappini                   | 3ː30    |  |
| 4.                                     | "Eu Não Vou Aceitar"                                        | Dudu Borges / Euler Coelho                         | 3ː32    |  |
| 5.                                     | "Pela Porta da Frente" (com part. de Jorge & Mateus)        | Bruno / Ricardo Primo                              | 2ː58    |  |
| 6.                                     | "Tentativas em Vão"                                         | Cabeção do Forró / Raniere Mazelli / Zé Hilton     | 3ː03    |  |
| 7.                                     | "Já Não Sei Mais Nada" ("Yo No Se Mañana")                  | Jorge Luis Piloto / Jorge Villamizar               | 4ː20    |  |
| 8.                                     | "Tá Pensando o Que"                                         | Reginaldo F. Vilarins                              | 3ː16    |  |
| 9.                                     | "Eu Não Imploro por Amor"                                   | Jorge                                              | 3ː04    |  |
| 10.                                    | "Rancho"                                                    | Bruno / Euler Coelho / Sidney do Cerrado           | 2ː55    |  |
| 11.                                    | "Parede de Vidro"                                           | J. Reis / Neto Barros                              | 2ː59    |  |
| 12.                                    | "Nossas Memórias" (com part. de George Henrique & Rodrigo)  | Bryan Tavares / Filipe Labret / Paulo Vitor Vilela | 3ː32    |  |
| 13.                                    | "Vem Me Buscar"                                             | Carlos Colla / Mario Campanha                      | 3ː33    |  |
| 14.                                    | "Esqueci / Amor a Três"                                     | Carlos Randall / Darci Rossi / Dimarco / Marciano  | 3ː01    |  |
| 15.                                    | "24 Horas de Amor"                                          | César / José Fortuna                               | 3ː14    |  |
| 16.                                    | "Sem Ninguém Me Ver Chorar"                                 | Bruno / Felipe                                     | 2ː49    |  |
| 17.                                    | "Juras de Amor"                                             | Breno / Rodrigo Lisboa                             | 3ː15    |  |
| Duração total:                         | Duração total:                                              | Duração total:                                     | 55:19   |  |

| Pela Porta da Frente – Edição em vídeo |                                                             |                                                    |         |  |
| N.º                                    | Título                                                      | Compositor(es)                                     | Duração |  |
| 1.                                     | "Juras de Amor"                                             | Breno / Rodrigo Lisboa                             |         |  |
| 2.                                     | "Sem Compromisso" ("Tchatchara") (com part. de Michel Teló) | Jonathan Felix                                     |         |  |
| 3.                                     | "Vidro Fumê"                                                | Carlos Colla / Kaliman Chiappini                   |         |  |
| 4.                                     | "Eu Não Vou Aceitar"                                        | Dudu Borges / Euler Coelho                         |         |  |
| 5.                                     | "Já Não Sei Mais Nada" ("Yo No Se Mañana")                  | Jorge Luis Piloto / Jorge Villamizar               |         |  |
| 6.                                     | "Acorrentado em Você"                                       | Elias Muniz                                        |         |  |
| 7.                                     | "Pela Porta da Frente" (com part. de Jorge & Mateus)        | Bruno / Ricardo Primo                              |         |  |
| 8.                                     | "Rancho"                                                    | Bruno / Euler Coelho / Sidney do Cerrado           |         |  |
| 9.                                     | "Entrada Franca"                                            | Fátima Leão                                        |         |  |
| 10.                                    | "Eu Não Imploro por Amor"                                   | Jorge                                              |         |  |
| 11.                                    | "Tá Pensando o Quê?"                                        | Reginaldo F. Vilarins                              |         |  |
| 12.                                    | "Receita de Amar" (com part. de George Henrique & Rodrigo)  | George Henrique / Rodrigo                          |         |  |
| 13.                                    | "Nossas Memórias" (com part. de George Henrique & Rodrigo)  | Bryan Tavares / Filipe Labret / Paulo Vitor Vilela |         |  |
| 14.                                    | "Sem Ninguém Me Ver Chorar"                                 | Bruno / Felipe                                     |         |  |
| 15.                                    | "Vem Me Buscar"                                             | Carlos Colla / Mario Campanha                      |         |  |
| 16.                                    | "Esqueci / Amor a Três"                                     | Carlos Randall / Darci Rossi / Dimarco / Marciano  |         |  |
| 17.                                    | "24 Horas de Amor"                                          | César / José Fortuna                               |         |  |
| 18.                                    | "Parede de Vidro"                                           | J. Reis / Neto Barros                              |         |  |
| 19.                                    | "Tentativas em Vão"                                         | Cabeção do Forró / Raniere Mazelli / Zé Hilton     |         |  |
| 20.                                    | "Sonhando"                                                  | Anderson Richards                                  |         |  |

## Certificações

### DVD
| País          | Certificação | Data | Vendas certificadas |
| ------------- | ------------ | ---- | ------------------- |
| Brasil - ABPD | Ouro         | 2012 | +25.000             |